# Monasterio de San Salvador (Palacios de Benaver)
El monasterio de San Salvador en Palacios de Benaver en la provincia de Burgos se considera uno de los monasterios cristianos más antiguos de España. Ha sido un colegio, una escuela hogar y en la actualidad viven 12 hermanas de la orden benedictina, aunque abandonarán el monasterio próximamente

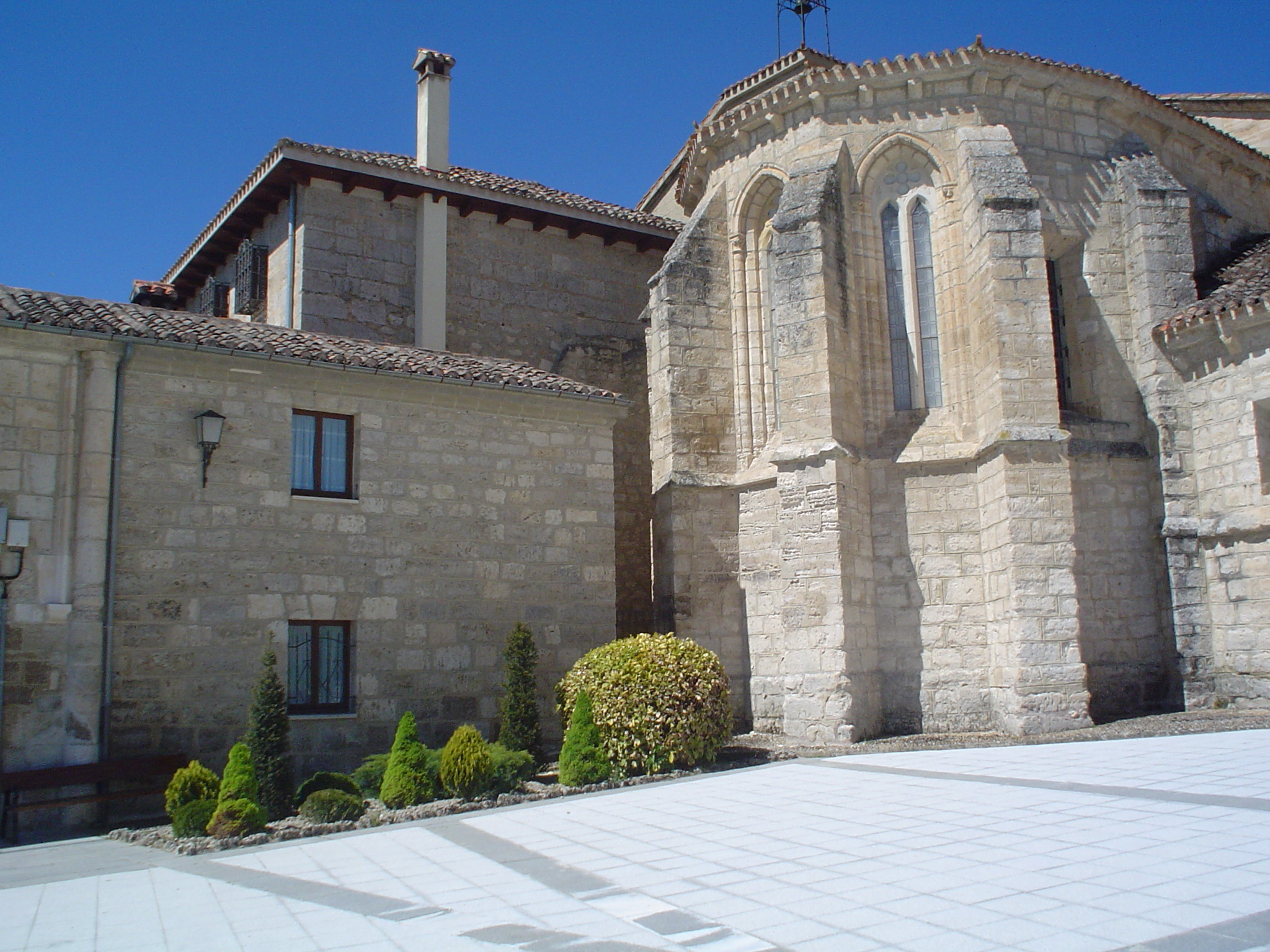
Vista exterior del Monasterio de San Salvador.

## Historia
No se conoce la fecha exacta de la fundación del monasterio, pero el primer documento cita este monasterio data del año 1231. Propiedad de la familia Lara, al morir el conde de Lara, las hijas venden el monasterio al Obispado de Burgos.
En 1470 se encuentra un documento firmado por Enrique IV que se aprueba la adhesión de Santa Crúz de Valcarcel a la abadía, por lo que el patrimonio del Monasterio aumenta a ochenta pueblos.
En el siglo XV aumentó el poder del monasterio, y paso a convertirse en señorío feudal. La abadesa podía nombrar alcaldes en Palacios, Valcárcel y Montorio, e incluso podía romper su clausura para ir a visitar las tierras.
Con la desamortización, este monasterio perdió gran parte de sus posesiones, aunque continuó completamente habitado.
A finales del siglo XIX se creó un colegio para niños que posteriormente se convirtió en escuela-hogar que permaneció abierta hasta 1993, año en el que el monasterio pasó a ser la actual hospedería doméstica

### La leyenda de las trescientas monjas
Una antigua tabla que se encuentra en la iglesia tiene un relato anónimo en el que se cuenta el posible inicio del monasterio.
La leyenda cuenta que en el año 834 el caudillo moro Zefa, que el día 6 de agosto de ese año había degollado a doscientos monjes en San Pedro de Cardeña, decidió saquear el monasterio y asesinar a todas sus habitantes. Eran trescientas monjas que recibieron la palma del martirio  (premio santo que se concede por morir sin oponer resistencia y rogando a Dios).
Tras la profanación el monasterio quedó deshabitado durante cientocincuenta años hasta que el conde García Fernández, halló un Cristo crucificado y decidió reconstruir el monasterio en el año 968 convirtiendo a su hija Urraca García, en la primera abadesa.

## Valor artístico del Monasterio
La iglesia mezcla elementos de distintas épocas, pero su plano general corresponde al gótico del siglo XIII. Aunque la portada y el claustro son de estilo clasicista.
El retablo mayor construido siglo XVIII, colocado en un ábside semicircular. Se pueden observar restos y huellas de un retablo anterior en los extremos.
En el claustro se conservan algunos relieves que representan a san Bernardo,  la Asunción de la Virgen, San Benito y Santa Escolástica, San Jerónimo, San Juan, la Anunciación y otro santo indeterminado.
En el presbiterio se halla una pintura barroca en la que se narra el ya mencionado legendario martirio de la comunidad de monjas.
En la cabecera hay otro ábside en el que se halla la capilla de los Manrique, en ella se encuentra el sepulcro de Garci Fernández Manrique, Teresa de Zúñiga y su primogénito Pedro Fernández de Manrique, restauradores del monasterio. Los yacimientos están decorados con sus esculturas de madera de nogal realizadas a principios del siglo XIV.
El monasterio posee una imagen de una Virgen gótica tallada en marfil, cuya antigüedad puede remontarse a la primera mitad del siglo XIV.

### El Cristo de los ojos grandes
La pieza más importante del monasterio es una imagen a tamaño real de un Cristo crucificado. Es un Cristo con los ojos abiertos y con rostro bien definido, en el que destaca la simetría de sus cabellos y la definición de su barba y bigote. Su actitud es de la de un Cristo ya resucitado, triunfante ante la muerte.
Varios autores fijaron su creación en la segunda mitad del siglo XII. Pero en 2007 la  Fundación del Patrimonio Histórico de Castilla y León, durante la restauración del monasterio, detectó pigmentos de pintura que pueden situar el origen de la estatua en el siglo XI.